# Abebe Bikila
Abebe Bikila (amhariska: አበባ ቢቂላ), född 7 augusti 1932, död 25 oktober 1973, var en etiopisk friidrottare (maratonlöpare). Han, Waldemar Cierpinski och Eliud Kipchoge är de enda som vunnit två OS-guld i maraton.
Bikila upptäcktes och tränades av Onni Niskanen vid Etiopiens livgarde. Bikila chockade friidrottsvärlden när han vann OS-guld i Rom 1960. Ingen tog honom på allvar i inledningen av loppet då han sprang barfota. Hans segertid på 2 tim, 15 min, 16 sek var nytt (inofficiellt) världsrekord i maraton. Fyra år senare försvarade Bikila guldet i Tokyo, denna gång med skor och en ännu bättre tid: 2 tim, 12 min, 11 sek. Han deltog också i OS 1968 men tvingades bryta loppet på grund av skada och överlämna försvaret av Etiopiens maratonhegemoni till Mamo Wolde som vann loppet och tog Etiopiens tredje maratonguld under 1960-talet.
År 1969 skadades Bikila svårt i en bilolycka och blev delvis förlamad. Fyra år senare avled han efter en tids sjukdom. Bikila är en av de största legendarerna i friidrottshistorien och nationalarenan i huvudstaden Addis Abeba är uppkallad efter honom.
Bikilas OS-guld 1960 var det första i friidrott som togs av ett självständigt afrikanskt land. Den var dock varken den första OS-guldmedaljen som togs av en afrikan eller den första som togs av en afrikan i maraton: Som exempel på kolonialismens inverkan på idrottshistorien kan nämnas att Frankrikes båda OS-guld i maraton togs av algeriska löpare, Ahmed Boughéra El Ouafi 1928 och Alain Mimoun 1956.